# Erica Alfridi
Erica Alfridi (Tregnago, 22 febbraio 1968) è un'ex marciatrice italiana, 7 volte campionessa nazionale (sui 5 km in pista nel 1998 e nel 2002), sui 10 km sempre su pista (nel 1988 e nel 1997) e sui 20 km su strada (1996, 1997 e 1999). Vanta anche 3 titoli indoor nei 3 km (1996, 1997 e 1999)..

## Carriera
Tre volte a medaglia in manifestazioni internazionali di atletica leggera e 10 volte campionessa italiana. Allenata da vari allenatori tra cui Sandro Damilano, presso la scuola mondiale di marcia di Saluzzo.

## Palmarès
- Argento: Europei di Budapest 1998 (10 km)
- Bronzo: Europei di Monaco 2002 (20 km)
- Oro: Giochi del Mediterraneo di Tunisi 2001 (20 km)

La Alfridi vanta, inoltre un titolo australiano di 20 km di marcia nel 2000 e una vittoria in Coppa dei Campioni, sempre nella 20 km, nel 2002.